# 체 분석
체 분석(sieve analysis)은 토질역학에서 흙 시료의 입도분포를 알아내기 위해 실시하는 시험이다.

## 체 크기
0.075mm, 0.106mm, 0.25mm, 0.425mm, 0.850mm, 2mm, 4.75mm, 9.5mm, 19mm, 26.5mm, 37.5mm, 53mm, 75mm

## 용어
- 최대 입경(최대 입자 지름): 시료가 모두 통과하는 시험용 체 중, 가장 호칭치수가 작은 것을 시료의 최대입경으로 정함

## 방법
- 층층이 쌓아올린 체의 맨 위에 흙 시료를 넣고 흔든다
- 분산 장치로 체를 흔든다
- 체를 다 흔든 뒤에는 각각 체에 담긴 시료의 무게를 측정한다.

KS F 2302 흙의 입도 실험 기준에 따르면 함수비 측정을 생략한다면 체 분석은 다음의 순서로 진행한다. 함수비 측정은 맨 처음 시료 무게 측정 전에 시료의 일부로 실시한다.
1. 시료 무게 측정(흙 시료를 체에 넣기 전에 체의 무게부터 잰다)
2. 2mm 체가름
3. 2mm 체를 통과하지 못하는 2mm 체 잔류분[주 1]에 대해 물 세척, 노건조, 무게 측정 후 체에 통과시킴.
4. 건조로에서 건조시킨 흙 시료를 층층이 쌓아올린 표준체의 맨 위에 넣고 충분히 흔든다. 분산 장치를 이용해 흔든다.
5. 체를 다 흔들었으면 각각의 체에 있는 시료의 무게를 측정, 기록한다.
6. 2mm 체 통과분에 대해서는 선택적으로 시료 일부를 채취해 함수비 측정, 질량 측정, 시료 분산 후 비중계 분석(0.075mm 미만 입도 범위가 필요치 않은 경우 비중계 분석을 생략할 수 있다)
7. 2mm 체를 통과하며, 0.075mm 체는 통과하지 못하는 시료[주 2]에 대해 물 세척, 노건조, 무게 측정 후 체 통과

## 결과

입도분포 곡선

반대수 그래프에 가로축을 체의 호칭 치수, 세로축을 통과 중량 백분율로 하여 입도분포 곡선을 그린다. D10, D30, D60을 그래프 상에서 구한다. 이를 통해 균등 계수 Cu, 곡률 계수 Cg를 계산한다.
입도분포 곡선에서 입경 2mm, 0.425mm, 0.075mm 통과 중량 백분율을 기록한다. 다음 성분의 중량 백분율도 기록한다.
| 입경 범위(mm) | 비고        |
| ------------- | ----------- |
| 19-75         | 굵은 자갈분 |
| 4.75-19       | 중간 자갈분 |
| 2-4.75        | 고운 자갈분 |
| 0.850-2       | 굵은 모래분 |
| 0.250-0.850   | 중간 모래분 |
| 0.075-0.250   | 고운 모래분 |
| 0.005-0.075   | 실트분      |
| 0.005 이하    | 점토분      |

시료의 최대 입경도 기록한다.

## 같이 보기
- 통일분류법

## 주해
1. ↑  조립분
2. ↑  세립분

## 참고 문헌
- 장병욱; 전우정; 송창섭; 유찬; 임성훈; 김용성 (2010). 《토질역학》. 구미서관. 43-44쪽. ISBN 978-89-8225-697-4.
- 산업표준심의회 (2017). “KS F 2302 흙의 입도 시험방법”. 《e나라 표준인증》. 2018년 3월 17일에 확인함.